# Mihai Eminescu
Mihai Eminescu (15 tháng 1, 1850 - 15 tháng 6 năm 1889) là một nhà thơ và nhà tiểu thuyết người România. Ông được xem là nhà thơ nổi tiếng và có tầm ảnh hưởng nhất trong nền thi ca România. Ông sinh ra ở làng Ipoteşti thuộc vùng Moldavia Thượng. Tổ tiên vốn là nông dân, đến đời cha nhờ làm ăn khá giả nên trở thành một nhà quý phái cỡ nhỏ. Lúc bé, Eminescu học trường trung học Cernăuţi nhưng do tính ưa phiêu lưu nên khi 14 tuổi ông đã theo một đoàn hát rong lang thang khắp Transilvania ở miền tây România. Trong giai đoạn 1869-1873, ông theo học ở Wien (Áo), sau đó là ở Berlin (Đức) sau khi quay về Iaşi thủ phủ Moldova một thời gian ngắn. 
Các công việc Mihai Eminescu từng làm gồm có công tác thư viện, làm thanh tra giáo dục rồi làm báo. Năm 1883, ông mắc bệnh tâm thần, khi khỏi khi tái phát và qua đời không lâu sau đó thọ 39 tuổi. Thi hài ông được chôn cất tại Bucureşti.